# Bonnevoie-Nord-Verlorenkost
Bonnevoie-Nord-Verlorenkost (Luxemburgs: Bouneweg-Nord-Verluerekascht, Duits: Bonneweg-Nord-Verlorenkost) is een stadsdeel van Luxemburg in het zuidoosten van Luxemburg. In 2001 woonden er 3319 mensen in de wijk.
Het stadsdeel bestaat uit een deel van Bonnevoie, dat tot 1920 in de gemeente Hollerich lag. In dat jaar fuseerden de gemeenten Hollerich, Rollingergrund en Hamm met de hoofdstad.
Beggen · Belair · Bonnevoie-Nord-Verlorenkost · Bonnevoie-Sud · Cents · Cessange · Clausen · Dommeldange · Eich · Gare · Gasperich · Grund · Hamm · Hollerich · Kirchberg · Limpertsberg · Merl · Muhlenbach · Neudorf-Weimershof · Pfaffenthal · Pulvermühl · Rollingergrund-Belair Nord · Ville-Haute (Bovenstad, centrum) · Weimerskirch